# Apocalypse Now (pintura)
[[Categoría:Cuadros de {{{3}}}]]
  
  
"Apocalypse Now" es una pintura creada en 1988 por el artista estadounidense Christopher Wool y considerada como una de las más importantes de sus "pinturas-palabras" creadas a finales de los años ochenta.

## Descripción
La obra consta de las palabras "VENDER LA CASA VENDER EL COCHE VENDER LOS NIÑOS", estilizadas en negro, empleando letras mayúsculas con una capa de esmalte alquídico sobre aluminio y acero, pintado de color blanquecino. La placa que mide 84 x 72 pulgadas (213.4 x 182.9   cm). La cita se basa en la película de 1979 de Ford Ford Coppola, Apocalypse Now, donde se escribe en una carta enviada por correo por un personaje que ha perdido el juicio en la jungla.
La obra (cuya primera versión existe en papel) fue expuesta por primera vez el mes de abril de 1988 en una muestra colaborativa en East Village, Manhattan, en la Galería 303, junto con tres urinarios esculpidos por el artista Robert Gober. La obra fue comprado, junto con los urinarios de Gober, por la coleccionista de arte Elaine Dannheisser quien, según una estimación posterior de Bloomberg Business, pagó alrededor de 7,500 dólares por la pintura « Probablemente fue la pintura del año », dijo Richard Flood, curador jefe del New Museum, quien dijo que su texto servía como «una especie de mantra de finales de los 80» a raíz del Lunes negro de 1987

## Recepción
Según el crítico de arte Kay Larson, el formato rígido y el «código fracturado» de la sintaxis de la obra de Christopher Wool en Apocalypse Now transmiten una advertencia de desastre «en los términos más fríos» y con «urgencia telegráfica». Peter Schjeldahl destacó el «hipo en la comprensión» causado por la eliminación del espaciado estándar y la puntuación. Otros destacan lo inusual de llevar un título, puesto que los trabajos de Wool no lo poseen, viendo en la palabra " apocalipsis " una connotación de "revelación", la divulgación del conocimiento y caerse la venda que tapa los ojos.

## Exhibición y ventas
Apocalypse Now se exhibió en la Bienal de Whitney de 1989. Después de que el Museo de Arte Moderno rechazara la oferta de Elaine Dannheisser en 1996 para su donación, en ese momento, la pintura probablemente tenía un valor de al menos de 80,000$, y el MOMA ya poseía una obra de Wool. La obra pasó a manos de una serie de coleccionistas prominentes, cuando a partir de 1999 entró en la colección de Donald L. Bryant, Jr. en San Luis (Misuri). En 2001, según el ex subastador de la casa de subastas Christie's, Philippe Ségalot, el coleccionista que se hizo con la obra, Bryant JR, le dijo que "mi esposa me odia" por las palabras impresas, así que buscó alguien para venderla.
El ex subastador Ségalot preparó una venta en 2001 a François Pinault, propietario y presidente de la casa de subastas Christie's, por un precio aproximado de 400.000$. Cuatro años más tarde, Pinault lo vendió al gerente de fondos de cobertura David Ganek por aproximadamente 2 millones de dólares. Se informó que Ganek había tomado préstamos bancarios para lograr la pintura, que cambió de manos nuevamente poco antes de la subasta otra vez en Christie's el 12 de noviembre de 2013, donde se vendió por más de 26 millones de dólares a un comprador no identificado. En su descripción del lote, Christie's describió la pintura como «atemporal y afectiva, imponente y llamativa» y «de gran relevancia hoy».
La venta de Apocalypse Now batió el récord la que era la obra más cara de Christopher Wool, una sin título conocida como 'Fool' y que alcanzó los 7,758,022 en febrero de 2012. El récord se eclipsó a su vez en mayo de 2015 cuando la obra sin título conocida como 'Riot', pintada por Wool en 1990, se vendió por 29,930,000$ en Sotheby's. Un curador europeo anónimo dijo en la publicación The Art Newspaper que la reputación de Wool como un «artista imprescindible», pero que su inventario de mercado, en un suministro relativamente escaso, estaba en riesgo de ser controlado (como el de Jean-Michel Basquiat ) por una pequeño y poderosa círculo de coleccionistas.